# Tivolski lok
Tivolski lok je nekdanja ljubljanska železniška obvoznica, ki je omogočala promet med primorsko (smer Trst) in gorenjsko progo (proti Jesenicam in Trbižu) brez menjave smeri na ljubljanski železniški postaji.

## Zgodovina
Vse do pričetka 1. svetovne vojne zaradi tekmovalnosti ni bilo prave potrebe po povezavi med primorsko in gorenjsko progo. Primorsko progo z ljubljansko glavno železniško postajo (ki je takrat bila znana tudi pod imenom Južna postaja oz. nemško Südbahnhof) je namreč upravljala družba Južna železnica, gorenjsko progo pa družba Rudolfova železnica v državni lasti in se je končala na postaji Šiška (znani tudi kot Državna postaja oz. nemško Staatsbahnhof). Malo uporabljani priključek med obema postajama je bil zgrajen predvsem na zahtevo vojaških oblasti.
Situacija se je spremenila ob odprtju soške fronte, ko je Ljubljana postala eno osrednjih vozlišč za oskrbovanje bojišča. V tem času je bilo zgrajenih več obvoznih prog, ki so promet usmerile mimo močno obremenjene glavne železniške postaje. Ena izmed teh obvoznih prog je bil tudi leta 1916 zgrajeni tivolski lok (uradno poimenovan Tivoli Schleife oz. Tivoli-Kurve), ki je mimo glavne železniške postaje povezal progi proti Primorski in Gorenjski. Po koncu vojne je lok zaradi rapalske meje, ki je današnjo zahodno Slovenijo dodelila Italiji, izgubil pomen, zato je bil pred priključkom na primorsko progo prekinjen in spemenjen v na gorenjsko progo priključeni slepi tir.
Leta 1944, ko je Ljubljana bila pod nemško okupacijo, je bil tivolski lok obnovljen. V uporabi je ostal tudi po vojni vse do rekonstrukcije ljubljanskega železniškega vozlišča v 60. letih. Do takrat je namreč primorska proga (in posledično priključek na gorenjsko progo) zapustila glavno postajo južneje kot danes, obšla kopališče Ilirija Arhivirano 2017-07-29 na Wayback Machine. po južni strani in v grobem sovpadala s traso današnje Tivolske ceste. Ker nivojski križanji s Celovško in Titovo (današnjo Dunajsko) cesto nista več ustrezali naraščajočemu cestnemu prometu, je padla odločitev o gradnji podvozov pod progo, ki so jo zaradi tega morali prestaviti nekoliko proti severu. Ustrezno je bil prilagojen tudi priključek na gorenjsko progo. Zaradi teh posegov je bil tivolski lok demontiran, na novo pa ni bil zgrajen že zaradi tega, ker bi najprimernejša trasa vodila čez Pivovarno Union. Danes se od tivolskega loka ni ohranilo praktično nič.

## Trasa
Gledano iz primorske smeri se je tivolski lok od primorske proge odcepil tik pred takratnim nivojskim križanjem s Celovško cesto Arhivirano 2017-07-29 na Wayback Machine.. Nato je obšel poslopje Pivovarne Union in se na gorenjsko progo priključil pri nekdanjem poslopju postaje Šiška Arhivirano 2017-07-29 na Wayback Machine..